# Limanha
La Limanha (en francès Limagne) és una gran plana de la regió d'Alvèrnia. Està situada al voltant de la vall del riu Allier, a l'est de Clarmont d'Alvèrnia i situada essencialment dins del departament de Puy-de-Dôme.
Al sud es distingeix les Limagnes d'Issoire i de Brioude, que són més petites i que també es formen al curs del riu Allier. Al nord hi ha la Limagne bourbonnaise. El nom de Limagne pot designar el conjunt de les quatre planes o només la gran plana situada a l'est de Clarmont d'Alvèrnia. Aquesta darrera regió s'anomena també "Grande Limagne", per distingir-la de les tres altres.

## Situació de la Grande Limagne
Aquesta plana està flanquejada a l'oest per l'altiplà granític sobre el qual trobem la chaîne des Puys i a l'est tenim els monts du Forez. Mesura uns 90 km de llarg i entre 15 i 40 d'ample. Al sud trobem altiplans d'origen volcànic.
La Limagne bourbonnaise és una regió de França que s'estén al sud del departament de l'Allier, a la regió de l'Alvèrnia. Es tracta d'una plana complementària a la Limagne. Inclou els municipis d'Abrest, Bellerive-sur-Allier, Billy, Cusset, Escurolles, Gannat, Loriges, Marcenat, Vichèi i Paray Sous Briailles. Hi destaca el Château de Billy, del segle XII

## Origen
A l'era terciària, el sol granític es va trencar a causa del plegament alpí i la Limagne es va aplanar més que les regions veïnes. En aquest lloc s'hi va formar un llac i s'hi van acumular sediments, amb més de 1500 m de gruix.
El riu Allier i els afluents d'aquest creuen la plana i encara hi aporten més sediments, cosa que fa que a la plana s'hi acumulin sediments d'origen volcànic.
El nom prové del llatí "lac magnus", el gran llac. A poc a poc es va assecar per passar a ser uns aiguamolls. Al segle xviii encara es va tornar a inundar. Amb el treball dels homes i l'erosió natural, tots els llacs es van assecar definitivament i va aparèixer una fèrtil plana formada per calcàries, argiles, gres i sorra. Una terra negra i greixosa, que es diu que és amorosa, ja que enganxa les botes a terra.

## Clima

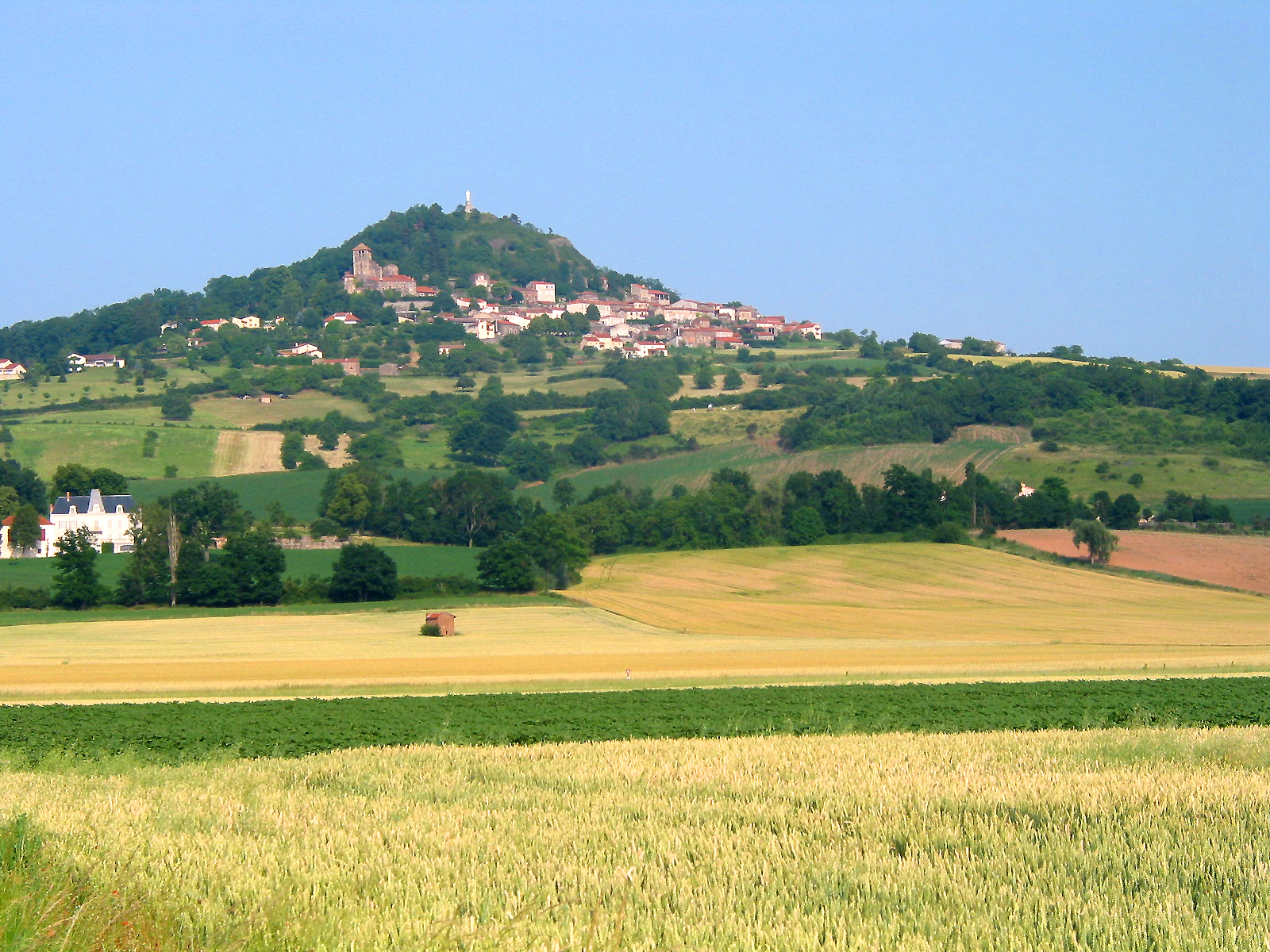
La Limagne a Usson

La influència del relleu és molt important a causa de la disposició dels obstacles muntanyencs de nord a sud. Aquesta disposició, perpendicular a la circulació general d'oest a est de l'atmosfera d'aquestes latituds, és l'origen de la sequera relativa de la plana. Aquesta característica climàtica té una altra característica donada pel relleu, l'efecte foehn. En conseqüència podem trobar les zones més seques de la França continental, com Meilhaud, amb només 530 mm de pluja a l'any.

## Història
La Limagne es trobava al centre de la potent Arverne abans de la invasió romana. Les terres fèrtils van originar una xarxa de ciutats important que donava riquesa agrícola i demogràfica dels regnes arvernes.

## Economia
La Limagne és una plana molt fèrtil, una terra de cereals, però també s'hi cultiva tabac i remolatxa. S'hi troben rendiments comparables a Beauce i de Brie.
La ramaderia bovina ha pràcticament desaparegut, com també la silvicultura, substituïda pels cereals, molt més rendibles gràcies a la PAC que ha afavorit l'explotació de l'agricultura intensiva.
Als dos costats dels altiplans basàltics on es cultiva la vinya, com a Corent i Châteaugay.

## Curiositats principals
- Abadia de Mozac, famosa per les escultures romàniques
- Auzon, vila medieval amb església romànica
- Billom, coneguda per la fira de l'all de l'agost
- Brioude, la basílica de Sant Julià
- Château de Ravel
- Effiat, el castell
- Issoire, basílica romànica
- Riom, vila renaixentista, classificada com a vila d'art i història
- Usson, amb les ruïnes d'un castell i els orgues basàltics